# Diócesis de Petrópolis
La diócesis de Petrópolis (en latín: Dioecesis Petropolitana y en portugués: Diocese de Petrópolis) es una circunscripción eclesiástica latina de la Iglesia católica en Brasil, sufragánea de la arquidiócesis de Niterói. La diócesis tiene al obispo Joel Portella Amado como su ordinario desde el 31 de enero de 2024. 

## Territorio y organización
La diócesis tiene 2880 km² y extiende su jurisdicción sobre los fieles católicos de rito latino residentes en los municipios del estado de Río de Janeiro de: Petrópolis, Guapimirim, Magé, São José do Vale do Rio Preto, Teresópolis, parte del de Três Rios (Bemposta) y parte del municipio de Paraíba do Sul (parroquia de Inconfidência).
La sede de la diócesis se encuentra en la ciudad de Petrópolis, en donde se halla la Catedral de San Pedro de Alcántara.
En 2019 en la diócesis existían 46 parroquias agrupadas en 4 decanatos: Nossa Senhora do Amor Divino de Corrêas, São José de Anchieta de Magé, São Pedro de Alcântara de Petrópolis y Santa Teresa de Teresópolis.

## Historia
La diócesis fue erigida el 13 de abril de 1946 con la bula Pastoralis qua urgemur del papa Pío XII, obteniendo el territorio de las diócesis de Niterói (hoy arquidiócesis) y Barra do Piraí (hoy diócesis de Barra do Piraí-Volta Redonda). Originalmente era sufragánea de la arquidiócesis de San Sebastián de Río de Janeiro.
El 26 de marzo de 1960 cedió una parte de su territorio para la erección de la diócesis de Nova Iguaçu y al mismo tiempo pasó a formar parte de la provincia eclesiástica de la arquidiócesis de Niterói.
El 11 de octubre de 1980 cedió otra porción de territorio para la erección de la diócesis de Duque de Caxias mediante la bula Qui divino consilio del papa Juan Pablo II.

## Estadísticas
De acuerdo al Anuario Pontificio 2020 la diócesis tenía a fines de 2019 un total de 642 500 fieles bautizados.
| Año                                                                             | Población            | Población | Población      | Sacerdotes | Sacerdotes    | Sacerdotes    | Bautizados por sacerdote | Diáconos permanentes | Religiosos | Religiosos | Parroquias |
| Año                                                                             | Bautizados católicos | Total     | % de católicos | Total      | Clero secular | Clero regular | Bautizados por sacerdote | Diáconos permanentes | Varones    | Mujeres    | Parroquias |
| ------------------------------------------------------------------------------- | -------------------- | --------- | -------------- | ---------- | ------------- | ------------- | ------------------------ | -------------------- | ---------- | ---------- | ---------- |
| 1949                                                                            | 250 000              | 270 000   | 92.6           | 56         | 15            | 41            | 4464                     |                      | 115        | 290        | 21         |
| 1966                                                                            | 650 000              | 700 000   | 92.9           | 82         | 29            | 53            | 7926                     |                      | 144        | 370        | 30         |
| 1970                                                                            | 760 000              | 800 000   | 95.0           | 98         | 30            | 68            | 7755                     |                      | 148        | 378        | 33         |
| 1976                                                                            | 900 000              | 1 000     | 90.0           | 106        | 41            | 65            | 8490                     |                      | 225        | 300        | 35         |
| 1980                                                                            | 967 000              | 1 140 000 | 84.8           | 110        | 38            | 72            | 8790                     |                      | 230        | 300        | 35         |
| 1990                                                                            | 682 000              | 815 000   | 83.7           | 78         | 39            | 39            | 8743                     |                      | 95         | 329        | 31         |
| 1999                                                                            | 799 000              | 938 000   | 85.2           | 84         | 45            | 39            | 9511                     |                      | 77         | 211        | 33         |
| 2000                                                                            | 580 000              | 690 000   | 84.1           | 85         | 48            | 37            | 6823                     |                      | 98         | 335        | 34         |
| 2001                                                                            | 580 000              | 690 000   | 84.1           | 100        | 53            | 47            | 5800                     |                      | 127        | 316        | 34         |
| 2002                                                                            | 572 000              | 722 000   | 79.2           | 94         | 54            | 40            | 6085                     |                      | 119        | 314        | 35         |
| 2003                                                                            | 595 000              | 760 000   | 78.3           | 109        | 57            | 52            | 5458                     |                      | 137        | 322        | 36         |
| 2004                                                                            | 595 000              | 760 000   | 78.3           | 113        | 62            | 51            | 5265                     |                      | 136        | 325        | 37         |
| 2013                                                                            | 657 000              | 849 000   | 77.4           | 124        | 75            | 49            | 5298                     | 2                    | 143        | 239        | 43         |
| 2016                                                                            | 643 000              | 831 000   | 77.4           | 115        | 79            | 36            | 5591                     | 25                   | 136        | 267        | 45         |
| 2019                                                                            | 642 500              | 830 000   | 77.4           | 122        | 86            | 36            | 5266                     | 49                   | 80         | 266        | 46         |
| Fuente: Catholic-Hierarchy, que a su vez toma los datos del Anuario Pontificio. |                      |           |                |            |               |               |                          |                      |            |            |            |

## Episcopologio
- Manuel Pedro da Cunha Cintra † (3 de enero de 1948-15 de febrero de 1984 retirado)
- José Fernandes Veloso † (15 de febrero de 1984 por sucesión-15 de noviembre de 1995 retirado)
- José Carlos de Lima Vaz, S.J. † (15 de noviembre de 1995-12 de mayo de 2004 retirado)
- Filippo Santoro (12 de mayo de 2004-21 de noviembre de 2011 nombrado arzobispo de Tarento)
- Gregório Paixão Neto, O.S.B., (10 de octubre de 2012-11 de octubre de 2023, nombrado arzobispo de Fortaleza)
- Joel Portella Amado (desde el 31 de enero de 2024)